# Wild Horses (musikgrupp)
Wild Horses var en brittisk supergrupp som bildades i London 1978 av Jimmy Bain och Brian Robertson. Gruppen gav ut två studioalbum via EMI innan den upplöstes 1981.
Gruppens första stabila uppsättning bestod, förutom Bain och Robertson, av gitarristen och keyboardisten Neil Carter, samt trummisen Clive Edwards. Med denna line-up spelade man bland annat på Reading Festival 1979 och gav ut debutalbumet Wild Horses året därpå. Carter ersattes under andra halvan av 1980 av John Lockton, och i maj 1981 gav bandet ut sitt andra studioalbum, Stand Your Ground. Efter att Robertson och Edwards lämnat Wild Horses, i mitten av 1981, upplöstes bandet innan årets slut. Innan upplösningen fungerade bandet som en kvintett, bestående av Bain, Lockton, trummisen Frank Noon, gitarristen Laurence Archer, samt sångaren Reuben Archer.

## Historia

### Bakgrund (1977–1978)
Wild Horses bildades under sommaren 1978 av basisten Jimmy Bain och gitarristen Brian Robertson. De båda delade lägenhet i London och kom på idén att bilda ett band tillsammans när de 1977 båda blivit sparkade från sin band: Bain från Rainbow, och Robertson från Thin Lizzy. I mitten av 1977 var dock Robertson tillbaka i Thin Lizzy och var med och spelade in bandets åttonde studioalbum, Bad Reputation. Efter Thin Lizzys konsert i Ibiza den 6 juli 1978 sparkades Robertson från bandet för andra, och sista, gången. Kort därefter gjorde man verklighet av tankarna att bilda ett band ihop. Initialt bestod gruppen – förutom Bain och Robertson – också av trummisen Kenney Jones, som tidigare hade spelat med Small Faces och The Faces, och Jimmy McCulloch som också hade varit medlem i Small Faces, och även Wings. Till en början var Robertson emot att använda Bain som gruppens sångare, men gick motvilligt med på detta – trots att bandet fått förfrågningar från sångare som Steve Perry (från Journey) och Charlie Huhn, som senare kom att spela med bland andra Ted Nugent, Gary Moore och Foghat. Thin Lizzys dåvarande manager Chris O'Donnell tog sig an bandet och var också den som namngav gruppen – Wild Horses, efter låten med samma namn av The Rolling Stones. McCulloch fick snart sparken på grund av hälsoproblem, varpå bandet sedan började söka efter en ersättare. Efter att ha sett en annons i den brittiska musiktidningen Sounds, fick den då okända gitarristen Neil Carter provspela med gruppen i slutet av augusti 1978, och fick därefter också jobbet. Inom loppet av någon månad efter lämnade också Jones gruppen, för att i november samma år ersätta den nyss avlidne Keith Moon i The Who. Jones ersattes med kort varsel av Dixie Lee, och Wild Horses påbörjade i november en turné i Storbritannien. Man turnerade vid den här tiden flitigt på mindre klubbar i drygt fyra månaders tid.

### Turnéer och debutalbumetWild Horses(1979–1980)
I början av 1979 lämnade Lee gruppen och ersattes av Clive Edwards, som tidigare hade spelat med bland andra Uli Jon Roth. Efter att ha spelat på Reading Festival i augusti samma år, fick bandet ett skivkontrakt med EMI. Månaden därpå agerade man under ett par konserter förband till Rush, innan man den 2 november påbörjade en brittisk turné. Turnén avslutades den 1 december 1979 på Electric Ballroom i London där bandet gästades av Phil Lynott, Michael Schenker och Trevor Rabin. Samtidigt som turnén påbörjades gav Wild Horses ut sin debutsingel "Criminal Tendencies", med "The Rapist" som B-sida. Låten misslyckades dock med att ta sig in på den brittiska singellistan. Gruppen, som nu bestod av Bain, Robertson, Carter och Edwards, tillbringade en stor del av sin tid med att spela in vad som skulle komma att bli bandets debutalbum tillsammans med producenten Trevor Rabin mellan december 1979 och januari 1980. Den 14 mars 1980 gavs nästa singel, "Face Down", ut. Som B-sida återfanns "Dealer", men inte heller denna singel lyckades ta sig in på singellistan. Drygt en månad senare, den 11 april, gavs gruppens debutalbum Wild Horses ut. På den brittiska albumlistan nådde albumet som bäst plats 38, medan det i Sverige nådde plats 43. Den tredje och sista singeln från albumet, "Fly Away", gavs ut den 6 juni 1980.
Under första halvan av augusti 1980 var gruppen förband åt Ted Nugent på en brittisk turné. Turnén visade sig bli den sista bandet gjorde med Carter, som senare samma månad bland annat headlineade Reading Festival med UFO. I och med Carters avhopp tvingades Wild Horses ställa in sin första Europeiska turné, vilket frustrerade Bain som senare ventilerade sin besvikelse gentemot Carter i låten "The Axe". Efter rekommendationer från Def Leppards sångare Joe Elliott, ersattes Carter av John Lockton, som debuterade live med bandet under hösten 1980 vid en turné i Japan.

### Stand Your Groundoch uppbrott (1981)
"Robbo tappade intresset av Wild Horses, och lämnade [bandet] efter en ömsesidig överenskommelse, han ville gå vidare och göra andra saker."
I början av 1981 påbörjade bandet arbetet med nästa studioalbum tillsammans med producenten Kit Woolven. Gruppens fjärde singel, och första från det nya albumet, "I'll Give You Love" gavs ut i april samma år och misslyckades att ta sig in på den brittiska singellistan. Även albumet, Stand Your Ground, som gavs ut den 15 maj 1981 misslyckades att ta sig in på albumlistan i Storbritannien. Utgivningen följdes av en kort turné i Storbritannien: vid den här tiden hade meningsskiljaktigheter mellan Robertson och Bain nått klimax, varpå Robertson lämnade gruppen efter en konsert på Paris Theatre i London månaden därpå. Samtidigt lämnade också trummisen Clive Edwards bandet. Samma månad gav bandet ut sin femte singel, som också visade sig bli bandets sista: en cover på Robert Knights låt "Everlasting Love". Låten producerades av Bain och Woolven tillsammans med Phil Lynott och misslyckades, likt föregående singlar, att ta sig in på singellistan i Storbritannien.
I juli 1981 hade Bain plockat ihop en ny uppsättning av bandet. Lockton var fortfarande kvar som gitarrist, och man hade nu värvat trummisen Frank Noon (tidigare i Def Leppard), gitarristen Laurence Archer, samt Archers styvfar Reuben Archer som tog över rollen som sångare. Gruppen gjorde ett flertal konserter på The Marquee i London under hösten 1981 och hade enligt Kerrang! för avsikt att spela in sitt tredje studioalbum kort därefter med producenten Chris Tsangarides. Vid den här tiden hade bandet varken skivkontrakt eller manager och det dröjde inte länge förrän Archer, Archer och Noon lämnade bandet, som därmed löstes upp. De tre senaste tillskotten till Wild Horses bildade istället bandet Stampede: "Vi stod ut under tre månader, men vi kom ingenvart. Vi ville bestämma över oss själva, så vi bildade Stampede" sade Reuben Archer efter avhoppet. Bain sade 2008, i en intervju med tidningen Classic Rock, att han fick reda på deras avhopp när han läste om det i en musiktidning; "Det kanske förklarade varför de sista repetitionerna inte var särskilt bra". I samma intervju sade han att han skulle kunna tänka sig att återförena gruppen med Robertson. Robertson var dock inte lika imponerad av tanken av en återförening: "Att sätta ihop Wild Horses igen ligger inte direkt överst på min jullista - varken detta år eller nåt annat."

### Efter Wild Horses
Efter att Wild Horses upphört att existera blev Bain medlem i den första uppsättningen av Dio. Han var med och skrev en av gruppens mest kända låtar, "Rainbow in the Dark", och medverkade på sex av bandets studioalbum. 1983 spelade han bas på Gary Moores fjärde studioalbum Dirty Fingers. Bain dog, 68 år gammal, av lungcancer den 23 januari 2016. Robertson blev 1982 medlem i Motörhead och medverkar på bandets sjätte studioalbum Another Perfect Day. Därefter spelade han under perioder med Frankie Miller. 2011 gav han ut sitt första soloalbum, Diamonds and Dirt.
Kenney Jones ersatte Keith Moon i The Who 1978 och medverkade på två av bandets studioalbum: Face Dances och It's Hard. Jimmy McCulloch var den medlem som var med i Wild Horses under kortast tid. Bara drygt ett år efter att ha sparkats från bandet hittades han död i London den 27 september 1979. Flera av medlemmarna blev, efter sin tid i Wild Horses, medlemmar i UFO. Först ut var Neil Carter som i början av 1980-talet medverkade på tre av bandets studioalbum: The Wild, the Willing and the Innocent, Mechanix och Making Contact. Carter arbetade därefter med Gary Moore under ett antal år. Då UFO 1992 gav ut High Stakes & Dangerous Men fanns både Clive Edwards och Laurence Archer med i bandet. Archer hade dessförinnan varit med i Phil Lynotts grupp Grand Slam, där han skrev låten "Dedication" som 1991 gavs ut av Thin Lizzy.
1993 gav Toshiba-EMI ut Wild Horses båda studioalbum för första gången på CD. Sedan 1999 har både Wild Horses och Stand Your Ground givits ut tre gånger som nyutgåvor, av tre olika skivbolag. 1999 gavs de ut av Zoom Club med två bonusspår på vardera album, debutalbumet hade för denna utgivning döpts om till The First Album. Tio år senare, 2009, gavs de ut av Krescendo Records med totalt sju bonusspår – där samtliga var liveupptagningar, debutalbumet kallades återigen för The First Album. 2013 gavs de åter ut, denna gång via Rock Candy Records. Som bonusspår återfanns B-sidor, liveupptagningar och ett antal demos, varav en – "Flyaway" – spelades in med Phil Lynott. Året därpå gavs Krescendo ut en livekonsert, inspelat från publiken som en bootleg, med titeln Live in Japan 1980. Konserten spelades in på Nakano Sun Plaza i Tokyo den 29 oktober 1980.

## Medlemmar
| Kenney Jones och Jimmy McCulloch var med i den första uppsättningen av Wild Horses. |  | Kenney Jones och Jimmy McCulloch var med i den första uppsättningen av Wild Horses. |
| Kenney Jones och Jimmy McCulloch var med i den första uppsättningen av Wild Horses. |  |                                                                                     |

Tidigare medlemmar
- Jimmy Bain — sång, basgitarr (1978–1981)
- Brian Robertson — gitarr (1978–1981)
- Kenney Jones — trummor (1978)
- Jimmy McCulloch — gitarr (1978)
- Neil Carter — gitarr, keyboard (1978–1980)
- Dixie Lee — trummor (1978–1979)
- Clive Edwards — trummor (1979–1981)
- John Lockton — gitarr (1980–1981)
- Laurence Archer — gitarr (1981)
- Reuben Archer — sång (1981)
- Frank Noon — trummor (1981)

Tidslinje

## Diskografi
| Studioalbum - 1980 – Wild Horses - 1981 – Stand Your Ground Livealbum - 2014 – Live in Japan 1980 | Singlar - 1979 – "Criminal Tendencies" - 1980 – "Face Down" - 1980 – "Fly Away" - 1981 – "I'll Give You Love" - 1981 – "Everlasting Love" |